# Franz Francke
Franz Francke (* 14. September 1796 in Eilenburg; † 6. Mai 1837 in Dresden) war ein deutscher Mediziner und praktischer Arzt in Dresden.

## Leben
Franz Francke war der Sohn des Stadtarztes von Eilenburg Christian Gottlob Francke (1760–1809) und dessen Ehefrau Karoline Wilhelmine, geborene Kreysig. Nach dem Besuch der Stadtschule in Eilenburg und der Nicolaischule in Leipzig wohnte er nach dem Tod seines Vaters ab seinem 13. Lebensjahr bei seinem Onkel Friedrich Ludwig Kreysig und besuchte die Kreuzschule in Dresden. Ostern 1811 wurde er als Alumnus in die Fürstenschule St. Afra in Meißen aufgenommen und aufgrund seiner Vorbildung direkt in die dritte Klasse eingegliedert. Nach dem Abschluss 1816 besuchte er in Dresden für ein halbes Jahr die medizinische-chirurgische Akademie, studierte anschließend an den Universitäten Leipzig, Göttingen und Berlin Medizin und wurde am 18. Mai 1821 in Leipzig zum Dr. med. promoviert. Nach einer Grand Tour nach Paris, London, Edinburgh, Glasgow, Amsterdam und Leyden ließ er sich nach seiner Rückkehr im Herbst 1822 als praktischer Arzt in Dresden nieder.
Am 28. November 1821 wurde er unter der Präsidentschaft von Christian Gottfried Daniel Nees von Esenbeck mit dem akademischen Beinamen Leonicenus unter der Matrikel-Nr. 1217 als Mitglied in die  Kaiserliche Leopoldino-Carolinische Deutsche Akademie der Naturforscher aufgenommen.
Er war in erster Ehe mit Louisa (1799–1830), geborene Zenker, einer Tochter des königlich-sächsischen Geheimen Finanzsekretärs, Hoffuttermarschalls und Entomologen Christian Daniel Zenker (1766–1819) und Schwester des Leipziger Kaufmanns und Stadtrats Ludwig Zenker (1797–1842) verheiratet. Das Ehepaar hatte einen Sohn und eine Tochter.
In zweiter Ehe war er mit Allwine Pauline († 1873), geborene Eisfeld, verheiratet. Das Ehepaar hatte einen Sohn und eine Tochter.

## Schriften
- De sede et causis vesaniae. Dissertatio Inauguralis Medico-Psychologica, Hirschfeld, Leipzig 1821 (Digitalisat)